# Liang Wenbo
Liang Wenbo (Zhaodong, Heilongjiang; 5 de marzo de 1987) es un exjugador profesional de snooker chino, ganador del Abierto de Inglaterra en su primera edición (2016) venciendo al inglés Judd Trump por 9-6.Tras culminar en 2023 la investigación sobre el amaño de partidos, la WST (World Snooker Tournement) castigó a varios jugadores chinos con exclusiones temporales del circuito, pero Liang quedó expulsado a perpetuidad.

## Finales

### Finales de torneos de ranking: 3 (1 títulos, 2 subcampeonatos)
| Leyenda                          |
| Campeonato Mundial (0–0)         |
| Campeonato del Reino Unido (0–1) |
| Otros (1–1)                      |

| Clasificación | N.º | Año  | Campeonato                 | Rival en la final | Resultado |
| ------------- | --- | ---- | -------------------------- | ----------------- | --------- |
| Subcampeón    | 1.  | 2009 | Masters de Shanghái        | Ronnie O'Sullivan | 5–10      |
| Subcampeón    | 2.  | 2015 | Campeonato del Reino Unido | Neil Robertson    | 5–10      |
| Campeón       | 1.  | 2016 | Abierto de Inglaterra      | Judd Trump        | 9–6       |

| Leyenda                   |
| The Masters (0–0)         |
| Torneo de campeones (0–0) |
| Otros (1–2)               |

| Clasificación | N.º | Año  | Campeonato                      | Rival en la final | Resultado |
| ------------- | --- | ---- | ------------------------------- | ----------------- | --------- |
| Campeón       | 1.  | 2009 | Beijing International Challenge | Stephen Maguire   | 7–6       |
| Subcampeón    | 1.  | 2009 | General Cup                     | Ricky Walden      | 2–6       |
| Subcampeón    | 2.  | 2011 | HK Spring Trophy                | Cao Yupeng        | 5–6       |

| Leyenda                   |
| The Masters (0–0)         |
| Torneo de campeones (0–0) |
| Otros (1–2)               |

| Clasificación | N.º | Año  | Campeonato                      | Rival en la final | Resultado |
| ------------- | --- | ---- | ------------------------------- | ----------------- | --------- |
| Campeón       | 1.  | 2009 | Beijing International Challenge | Stephen Maguire   | 7–6       |
| Subcampeón    | 1.  | 2009 | General Cup                     | Ricky Walden      | 2–6       |
| Subcampeón    | 2.  | 2011 | HK Spring Trophy                | Cao Yupeng        | 5–6       |

| Clasificación | N.º | Año  | Campeonato                   | Rival en la final  | Resultado |
| ------------- | --- | ---- | ---------------------------- | ------------------ | --------- |
| Subcampeón    | 1.  | 2015 | Campeonato del mundo Six-Red | Thepchaiya Un-Nooh | 2–8       |